# هندوستان موتورز
هندوستان موتورز هي أقدم شركة هندية لصناعة السيارات والشاحنات والمركبات يقع مقرها كلكتا، الهند تأسست سنة 1942 كنواة أولى لصناعة السيارات في الهند.

## إنتاج الشركة

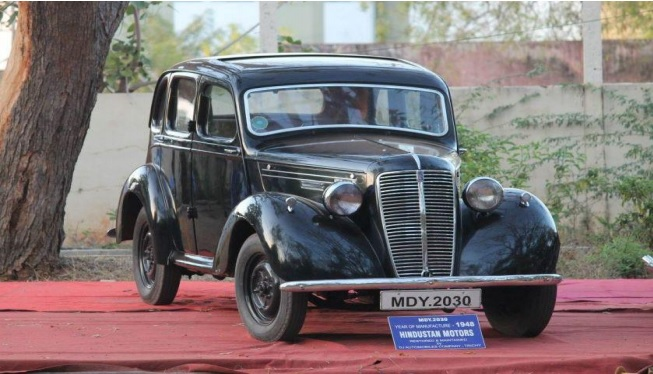
هندوستان 10 سنة 1948

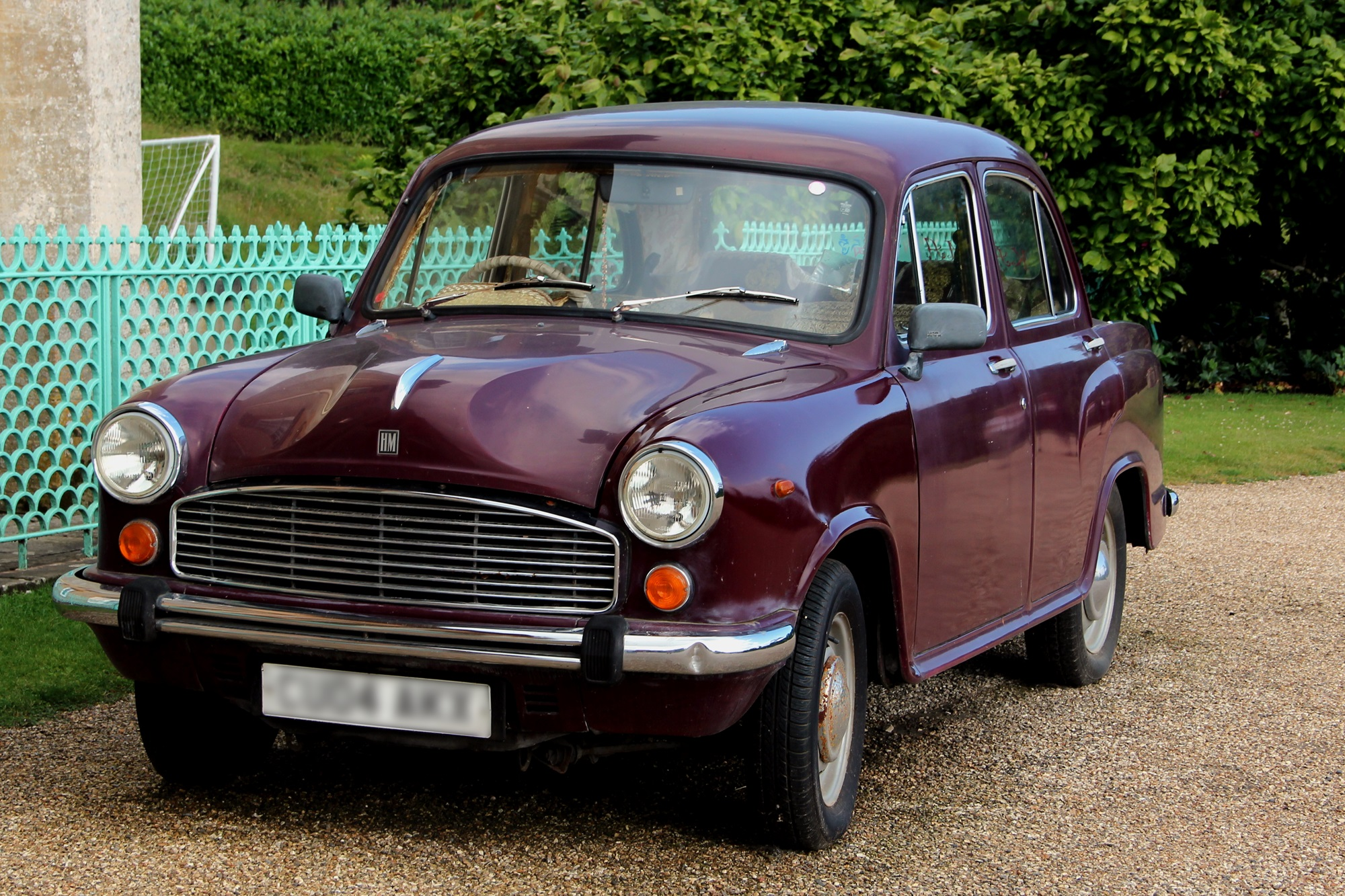
هندوستان امباسادور

أنتتجت سيارة هندوستان سنة 1948 والتي لقيت نجاحا باهرا في الهند وبعدها سيارة هندوستان أومباسادور والتي تعتبر نموذجا هنديا لسيارة موريس أوكسفورد البريطانية ولكن في السنوات الأخيرة لاقت الشركة صعوبات بسبب منافسة الشركات العالمية وضعف علاماتها وعدم مواكبة التطور الحاصل.

## معرض صور

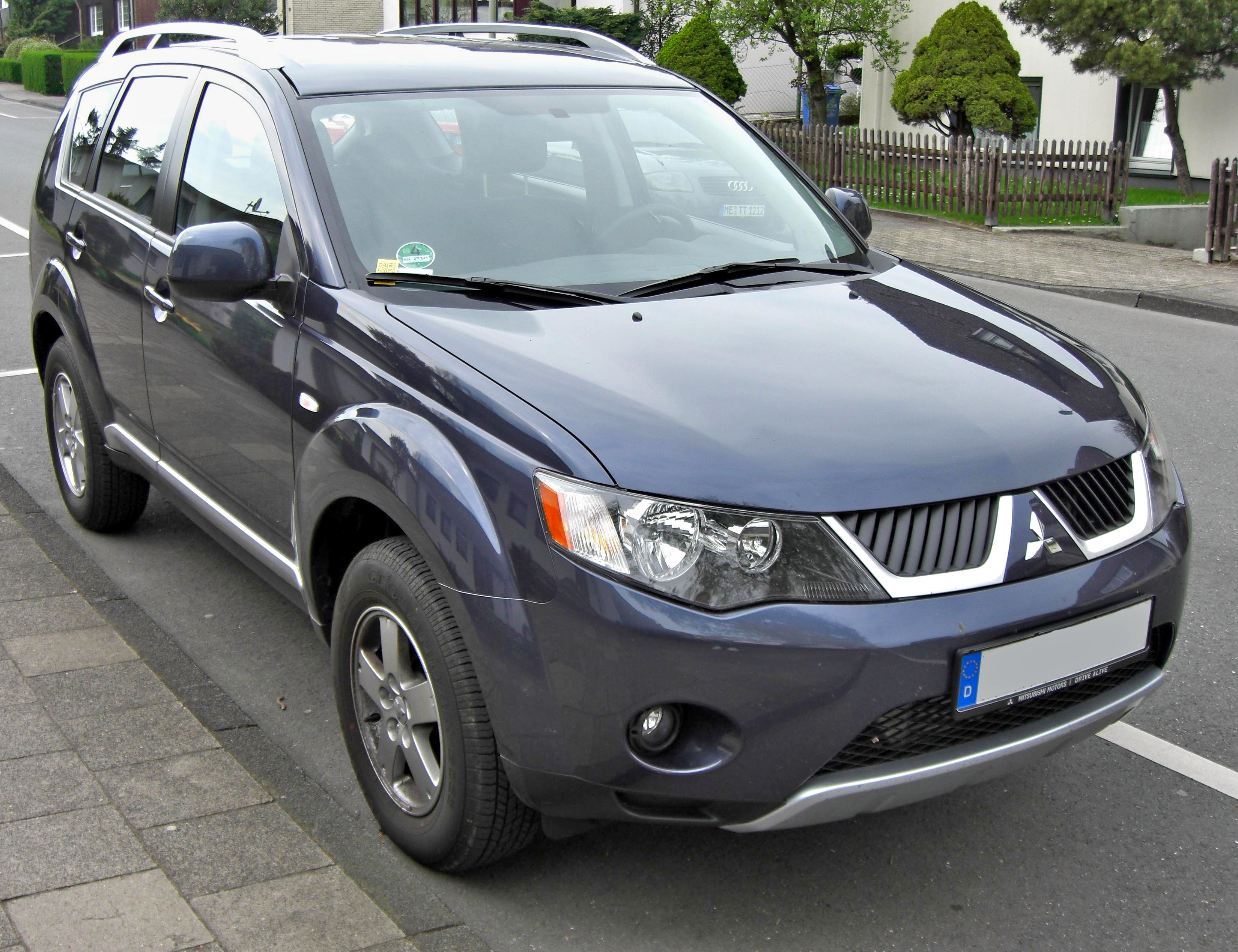
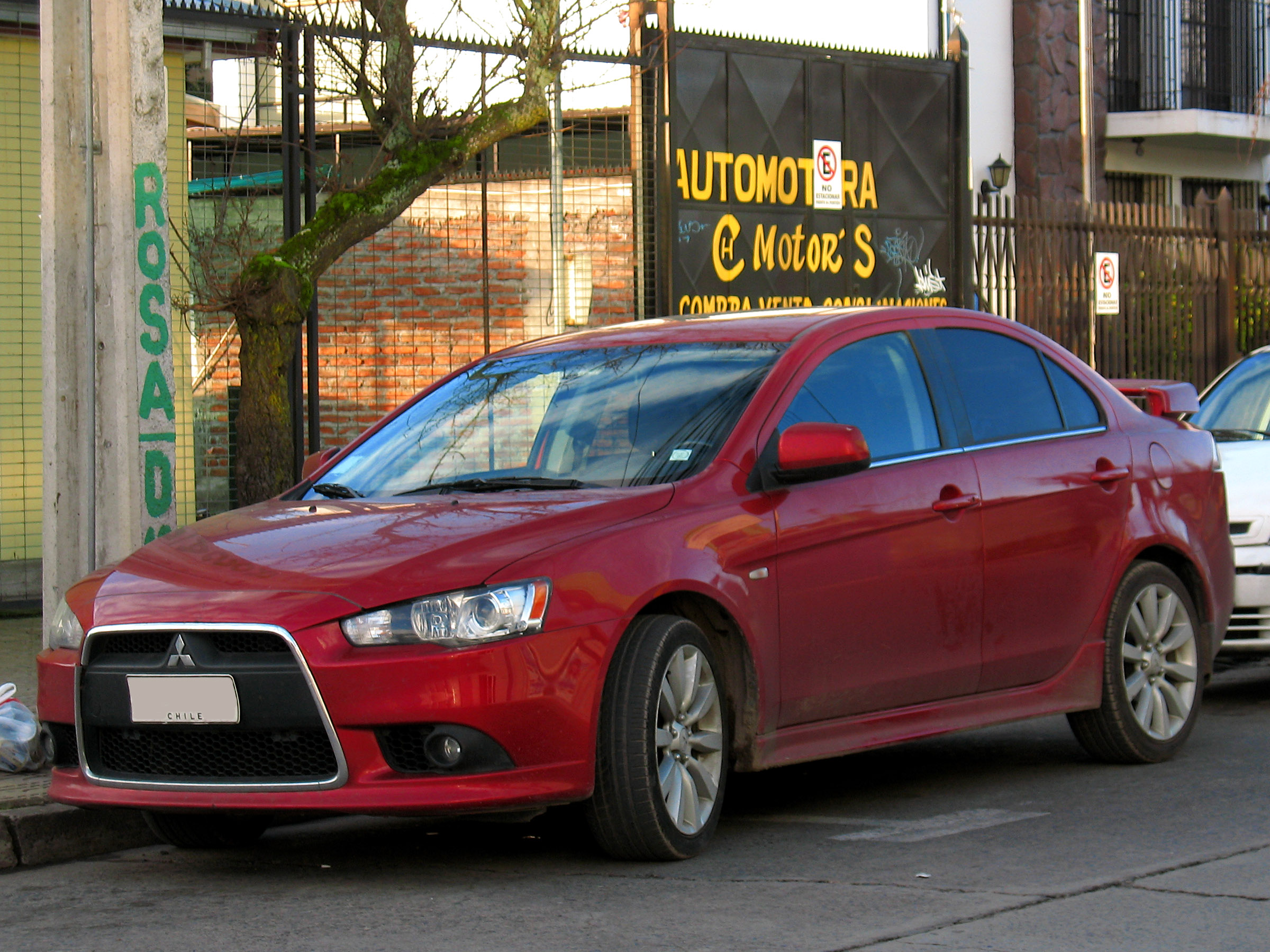
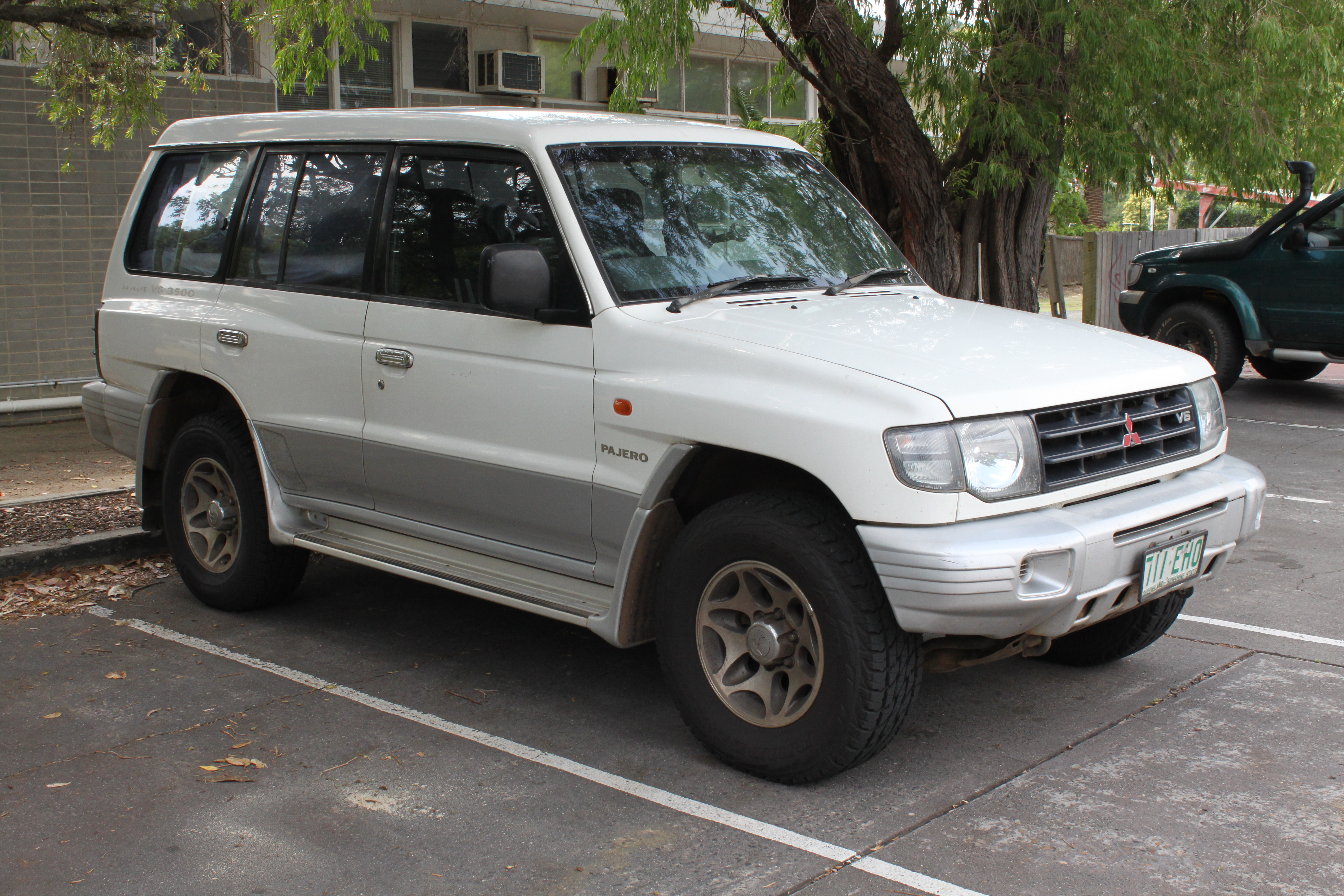
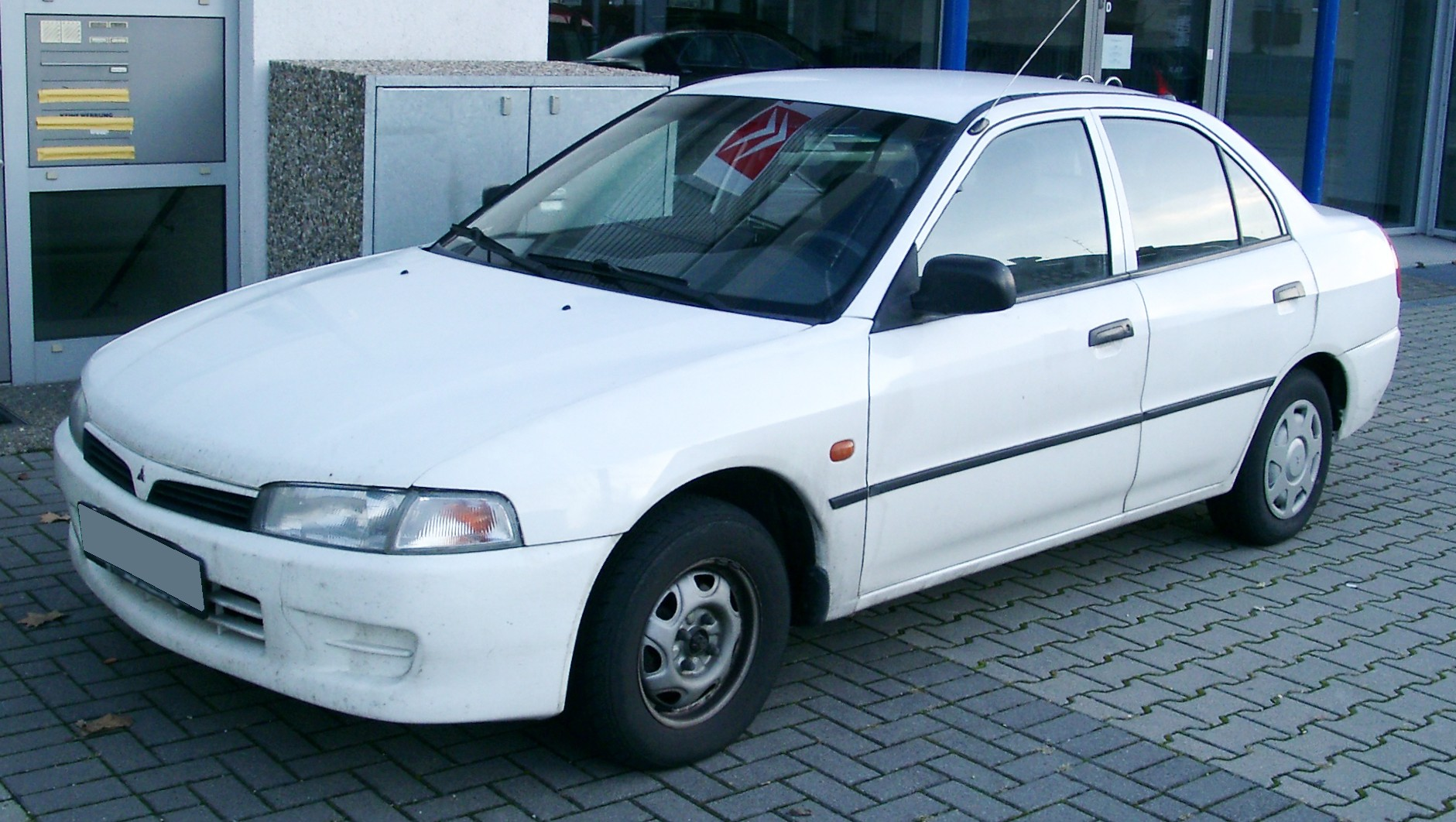
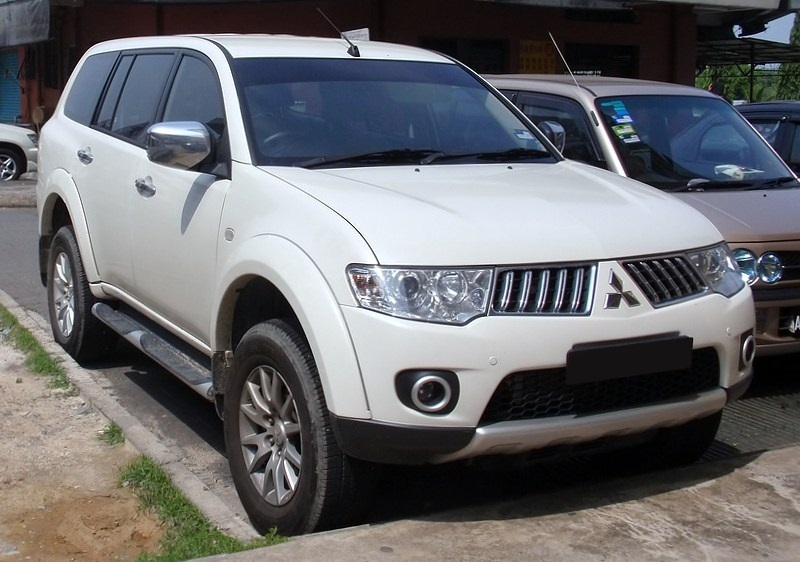